# Še (jazyk)
Še (čínsky v českém přepisu še-jü, pchin-jinem shēyǔ, znaky zjednodušené 畲语, tradiční 畲語), autonymum ho ne či ho nte, je kriticky ohrožený jazyk z jazykové rodiny hmong-mien, kterým mluví čínská národnostní menšina Šuejové. Většinová část populace Šuejů mluví jazykem še-chua (pravděpodobně druh čínského dialektu hakka). Mluvčí jazyka še, přibližně 1 200 jedinců v provincii Kuang-tung, sami sebe nazývají Ho Ne, neboli „lidé z hor“ (活聶, chuo-nie).

## Dialekty
Existují dva hlavní dialekty jazyka še, přičemž oba jsou vysoce ohroženy. Těmito dialekty se mluví ve dvou malých oblastech západně a východně od města Chuej-čou v provincii Kuang-tung.
- Luo-fu (罗浮; západní dialekt) mluví v okrese Po-luo a v městském obvodu Ceng-čcheng[3] podle Ethnologue zhruba 580 lidí.
- Lien-chua (莲花; východní dialekt) mluví v okrese Chaj-feng[3] podle Ethnologue přibližně 390 lidí.

## Klasifikace
Jazyk še je složité klasifikovat z důvodu velkého vlivu čínštiny na tento jazyk. Matisoff jej nechal neklasifikovaný v rámci hmongských jazyků, to však jiní považovali za pochybné a zařadili jej v rámci (potencionálně třetí větve) hmong-mienských jazyků. Še má jednoslabičné kořeny, ale tvoří hlavně slova složená. Vzhledem k podobným složkám jazyka še jej Mao, Li a Ratliff považují za blízce příbuzný jazyku ťiung-naj.
Jazyk še nelze zaměňovat s še-chuou (čínsky znaky 畲话; volně česky „dialekt Šuejů“ nebo „řeč Šuejů“), neklasifikovaným sinitským jazykem, kterým mluví příslušníci národnosti Šuejů v provinciích Fu-ťien a Če-ťiang. Mluvčí še a še-chuy mají odlišnou historii a identitu, ačkoli jsou obě skupiny klasifikovány čínskou vládou jako Šuejové.

## Fonologie

### Souhlásky
|           |              | Labiála | Labiála | Alveolára | Alveolára | Velára | Velára | Velára | Glotála | Glotála |
| -         | pal.         | -       | pal.    | -         | pal.      | lab.   | -      | pal.   |         |         |
| --------- | ------------ | ------- | ------- | --------- | --------- | ------ | ------ | ------ | ------- | ------- |
| Nazály    | znělé        | m       | mʲ      | n         | nʲ        | ŋ      | ŋʲ     |        |         |         |
| Nazály    | neznělé      |         |         |           |           | ŋ̊      |        |        |         |         |
| Plozivy   | neaspirované | p       | pʲ      | t         | tʲ        | k      | kʲ     | kʷ     | (ʔ)     |         |
| Plozivy   | aspirované   | pʰ      | pʰʲ     | tʰ        | tʰʲ       | kʰ     | kʰʲ    | kʰʷ    |         |         |
| Afrikáty  | neaspirované |         |         | ts        | tsʲ       |        |        |        |         |         |
| Afrikáty  | aspirované   |         |         | tsʰ       | tsʰʲ      |        |        |        |         |         |
| Frikativy | neznělé      | f       |         | s         | sʲ        |        |        |        | h       | hʲ      |
| Frikativy | znělé        | v       |         | z         | zʲ        |        |        |        |         |         |

Ráz se neodlišuje od slabiky začínající samohláskou.
Vyskytuje se souhlásková mutace např. z pǐ + kiáu vzniká pi̋’iáu a z kóu + tȁi se stává kóulȁi.

### Samohlásky
Jazyk še používá samohlásky /i e a ɔ ɤ u/. Obsahuje finály /j w n ŋ t k/, přičemž /t k/ se používají pouze ve slovech přejatých z hakky. Samohlásku /ɤ/ nikdy nenásleduje finála. Jedinými plozivními souhláskami, které následují přední samohlásky, jsou /n t/.

### Tóny
Existuje šest tónů, zredukovaných na dva (vysoký a nízký) v uzavřených slabikách (pouze výpůjčky z hakky).